# Nendtvich Andor (építész)
Nendtvich Andor (1895 - 1970) magyar építész.

## Életpályája
Nendtvich a társtervezője volt Weichinger Károlynak (Uránia mozi) és Lauber Lászlónak és Nyiri Istvánnak (Mecsek szálló). 

## Művei
- Pécs, Temetőkápolna, 1932 - 1934. (Weichinger Károllyal)
- Pécs, Kikelet szálló, 1936  (Nyíri Istvánnal és Lauber Lászlóval)
- Uránia mozi, 1936. (Weichinger Károllyal és Visy Zoltánnal)
- Pécs,  Rákóczi út 73a-b, ikerház, 1942-1943 [3]
- Pécs, Assisi Szent Ferenc-szoborkútépítészeti tervei